# اولادی لیتمانن
اولادی لیتمانن (فنلاندی: Olavi Litmanen؛ زادهٔ ۱۷ آوریل ۱۹۴۵) بازیکن فوتبال اهل فنلاند بود.
وی همچنین در تیم ملی فوتبال فنلاند بازی کرده‌است.